# Castagnevizza
Castagnevizza (in sloveno Kostanjevica na Krasu, in italiano in passato Castagnevizza del Carso, Castagnavizza o Kostanievizza; in friulano Castagnevize) è un paese della Slovenia, frazione del comune di Merna-Castagnevizza. È sede di una delle 8 comunità locali in cui si suddivide il comune.

## Storia

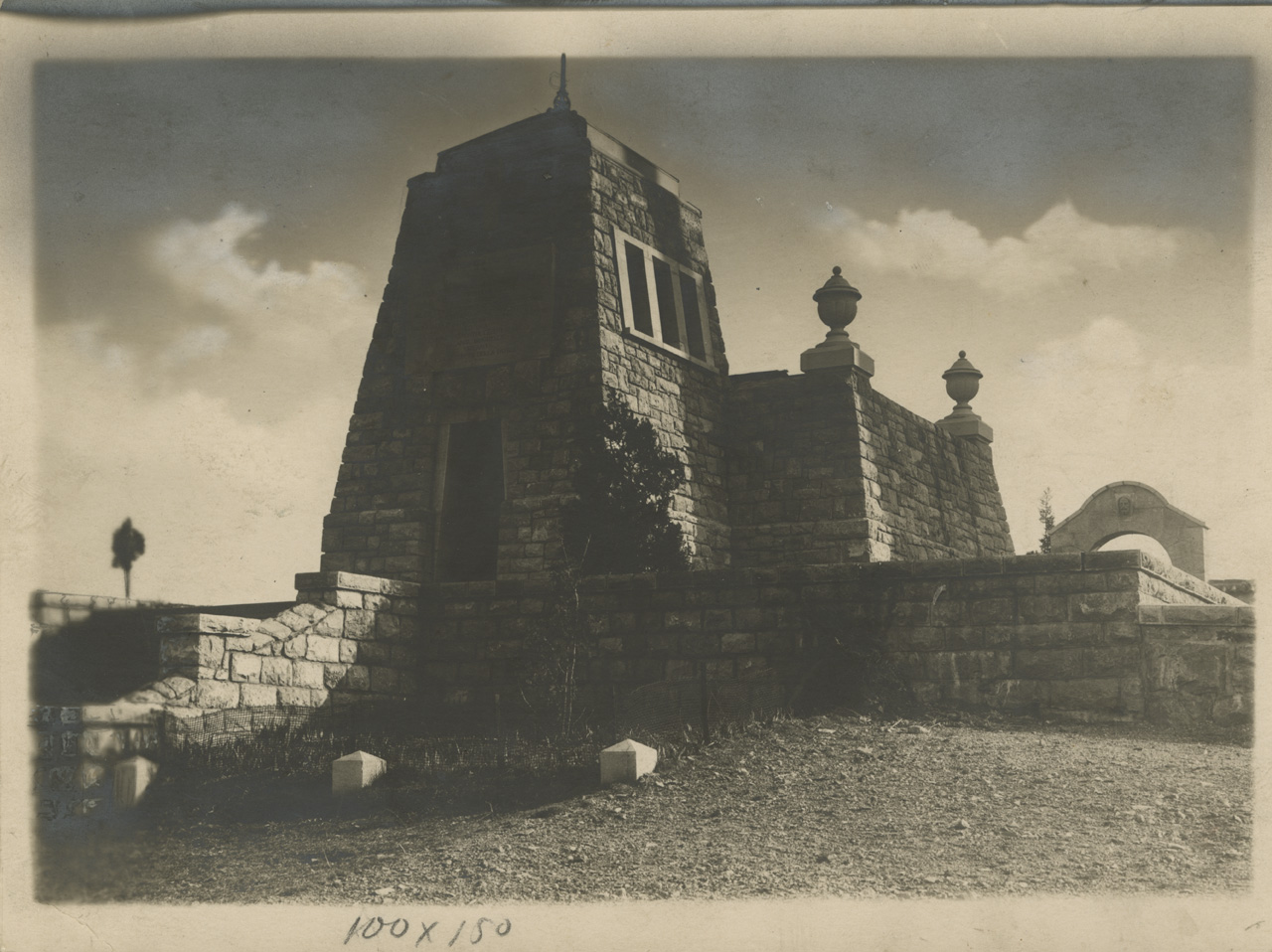
Ossario della prima guerra mondiale di Castagnevizza.

A inizio Ottocento Castagnavizza (o Kostanievizza, in sloveno Kostanjevica) fu comune catastale autonomo. In seguito venne aggregata al comune di Temnizza (Temnica), entrando a far parte dal 1849 del Litorale austriaco.
Durante la prima guerra mondiale il suo territorio fu teatro della nona e decima battaglia dell’Isonzo; il villaggio segnò il limite massimo dell'avanzata delle truppe italiane verso oriente sull'altopiano carsico.
In seguito alla prima guerra mondiale e al Trattato di Rapallo, la località entrò a far parte del Regno d'Italia, rimanendo inquadrata nel comune di Temnizza/Temenizza (Temnica), nella provincia del Friuli. In questo periodo venne rinominata dapprima in Castagnavizza del Carso e poi in Castagnevizza del Carso. Nel 1927 il comune passò alla neocostituita provincia di Gorizia.
Nel 1947, in seguito alla seconda guerra mondiale e al Trattato di Parigi, la località passò come il resto della regione alla Jugoslavia.

## Geografia fisica
La località si trova sul Carso a 269,7 metri s.l.m. ed a 6,8 chilometri dal confine italiano.

Le alture principali sono: Fáiti (Fajtji hrib), 434 m; Veliki Vrh, 463 m; Pečinka (in italiano storico Pecinca), 291 m; Pečina, 308 m; Žibernik, 293 m; Renški vrh/Golnek, 452 m; Podnakušnik, 362 m; Grmača, 367 m; Stara lokva (in italiano storico Bosco vecchio), 259–274 m; Bršljanovec/Varda, 277 m.

## Geografia antropica

### Località
L'insediamento (naselja) è costituito anche dagli agglomerati di: Bellence, Bresc e Briščeče.